# Équipe d'Irlande de rugby à XV à la Coupe du monde 2015
L'équipe d'Irlande de rugby à XV participe à la Coupe du monde de rugby à XV 2015, sa huitième participation en autant d'épreuves.

## Préambule
L'équipe d'Irlande entame la Coupe du monde de rugby 2015 avec de l'ambition. Au 17 août 2015, elle est deuxième au classement des équipes nationales de rugby à XV. Elle a remporté le Tournoi des Six Nations 2014, elle a battu l'Afrique du Sud, la Géorgie et l'Australie lors des test-matchs de novembre 2014. Début 2015, elle confirme en gagnant de nouveau le Tournoi. 
Pour Jeremy Guscott, elle peut atteindre les demi-finales. 

## Effectif

### Liste originelle
Une première liste de 45 joueurs a été publiée par Joe Schmidt le 24 juin 2015 pour la préparation de la Coupe du monde de rugby à XV 2015.
Le 11 août 2015, Rob Herring et Noel Reid sont écartés du groupe.
| Nom                | Poste           | Naissance         | Sélections | Club           |
| ------------------ | --------------- | ----------------- | ---------- | -------------- |
| Rory Best          | Talonneur       | 15 août 1982      | 84         | Ulster Rugby   |
| Sean Cronin        | Talonneur       | 6 mai 1986        | 44         | Leinster Rugby |
| Richardt Strauss   | Talonneur       | 29 janvier 1986   | 8          | Leinster Rugby |
| Michael Bent       | Pilier          | 25 avril 1986     | 4          | Leinster Rugby |
| Tadhg Furlong      | Pilier          | 14 novembre 1992  | 0          | Leinster Rugby |
| Cian Healy         | Pilier          | 7 octobre 1987    | 51         | Leinster Rugby |
| Dave Kilcoyne      | Pilier          | 14 décembre 1988  | 14         | Munster Rugby  |
| Jack McGrath       | Pilier          | 11 octobre 1989   | 18         | Leinster Rugby |
| Martin Moore       | Pilier          | 1er mars 1991     | 10         | Leinster Rugby |
| Mike Ross          | Pilier          | 21 décembre 1979  | 51         | Leinster Rugby |
| Iain Henderson     | 2e ligne        | 21 février 1992   | 18         | Ulster Rugby   |
| Paul O'Connell (c) | 2e ligne        | 20 octobre 1979   | 102        | RC Toulon      |
| Donnacha Ryan      | 2e ligne        | 11 décembre 1983  | 29         | Munster Rugby  |
| Devin Toner        | 2e ligne        | 26 juin 1986      | 26         | Leinster Rugby |
| Dan Tuohy          | 2e ligne        | 18 juin 1985      | 11         | Ulster Rugby   |
| Chris Henry        | 3e ligne aile   | 17 octobre 1984   | 18         | Ulster Rugby   |
| Jordi Murphy       | 3e ligne aile   | 22 avril 1991     | 11         | Leinster Rugby |
| Sean O'Brien       | 3e ligne aile   | 14 février 1987   | 35         | Leinster Rugby |
| Peter O'Mahony     | 3e ligne aile   | 17 septembre 1989 | 30         | Munster Rugby  |
| Jack Conan         | 3e ligne centre | 29 juillet 1992   | 1          | Leinster Rugby |
| Jamie Heaslip      | 3e ligne centre | 15 décembre 1983  | 73         | Leinster Rugby |

| Nom             | Poste            | Naissance  | Sélections (points marqués) | Club            | Année 1re Sélection |
| --------------- | ---------------- | ---------- | --------------------------- | --------------- | ------------------- |
| Kieran Marmion  | Demi de mêlée    | 11/02/1992 | 2 (0)                       | Connacht Rugby  | 2014                |
| Conor Murray    | Demi de mêlée    | 20/04/1989 | 28 (10)                     | Munster Rugby   | 2011                |
| Eoin Reddan     | Demi de mêlée    | 20/11/1980 | 55 (10)                     | Leinster Rugby  | 2006                |
| Ian Keatley     | Demi d'ouverture | 01/04/1987 | 2 (17)                      | Munster Rugby   | 2009                |
| Ian Madigan     | Demi d'ouverture | 21/03/1989 | 10 (37)                     | Leinster Rugby  | 2013                |
| Jonathan Sexton | Demi d'ouverture | 11/07/1985 | 45 (391)                    | Racing Métro 92 | 2009                |
| Gordon D'Arcy   | 3/4 centre       | 10/02/1980 | 79 (35)                     | Leinster Rugby  | 1999                |
| Robbie Henshaw  | 3/4 centre       | 12/06/1993 | 3 (0)                       | Connacht Rugby  | 2013                |
| Darragh Leader  | 3/4 centre       | 22/05/1993 | -                           | Connacht Rugby  | -                   |
| Stuart Olding   | 3/4 centre       | 11/03/1993 | 1 (0)                       | Ulster Rugby    | 2013                |
| Jared Payne     | 3/4 centre       | 13/10/1985 | 8 (5)                       | Ulster Rugby    | 2014                |
| Tommy Bowe      | 3/4 aile         | 22/02/1984 | 54 (130)                    | Ulster Rugby    | 2004                |
| Craig Gilroy    | 3/4 aile         | 11/03/1991 | 5 (10)                      | Ulster Rugby    | 2012                |
| David Kearney   | 3/4 aile         | 19/07/1989 | 10 (10)                     | Leinster Rugby  | 2013                |
| Simon Zebo      | 3/4 aile         | 16/03/1990 | 8 (15)                      | Munster Rugby   | 2012                |
| Felix Jones     | Arrière          | 05/08/1987 | 6 (0)                       | Munster Rugby   | 2011                |
| Rob Kearney     | Arrière          | 26/03/1986 | 55 (52)                     | Leinster Rugby  | 2007                |

### Liste définitive
L'équipe des 31 joueurs sélectionnés pour la coupe du monde est annoncée le mardi 1er septembre. Les sélectionnés sont soulignés en bleu.
Rhys Ruddock et Mike McCarthy sont appelés durant la compétition pour pallier respectivement les blessures de Peter O'Mahony, et du capitaine Paul O'Connell.
| Entraîneur | Entraîneur             | Joe Schmidt                                                                      |
| Avants     | Pilier                 | Tadhg Furlong, Cian Healy, Jack MGrath, Mike Ross, Nathan White                  |
| Avants     | Talonneur              | Rory Best, Sean Cronin, Richardt Strauss                                         |
| Avants     | Deuxième ligne         | Devin Toner, Iain Henderson, Paul O'Connell (cap.), Mike McCarthy, Donnacha Ryan |
| Avants     | Troisième ligne aile   | Chris Henry, Sean O'Brien, Peter O'Mahony , Jordi Murphy, Rhys Ruddock           |
| Avants     | Troisième ligne centre | Jamie Heaslip                                                                    |
| Arrières   | Demi de mêlée          | Conor Murray, Eoin Reddan                                                        |
| Arrières   | Demi d'ouverture       | Paddy Jackson, Ian Madigan, Jonathan Sexton                                      |
| Arrières   | Centre                 | Darren Cave, Luke Fitzgerald, Robbie Henshaw, Jared Payne                        |
| Arrières   | Ailier                 | Tommy Bowe, Keith Earls, David Kearney, Simon Zebo                               |
| Arrières   | Arrière                | Rob Kearney                                                                      |

## La préparation
Du 8 août au 5 septembre, la dernière phase inclut des matchs amicaux.
Les Irlandais effectuent quatre test matchs de préparation pour la coupe du monde. Le 8 août, ils affrontent les Gallois et s'imposent 31 à 25. Le 15 août, ils battent les Écossais 28 à 22.   
| 8 août 2015 13h30 CET | Pays de Galles                                                                                                | 21 - 35 (7 - 25) | Irlande | Millennium Stadium (Cardiff) 74 000 spectateurs Arbitre : Glen Jackson |
| 8 août 2015 13h30 CET | Essai(s) : Hibbard (36e), Tipuric (70e), Cuthbert (80e) Transformation(s) : Hook (37e), Anscombe (71e), (82e) |                  | Essai(s) : Heaslip (8e), Cave (22e), Earls (29e), Zebo (47e), Jones (53e) Transformation(s) : Jackson (22e), (30e) Pénalité(s) : Jackson (18e), (33e) | Millennium Stadium (Cardiff) 74 000 spectateurs Arbitre : Glen Jackson |
| 8 août 2015 13h30 CET | |                  | | Millennium Stadium (Cardiff) 74 000 spectateurs Arbitre : Glen Jackson |

| 15 août 2015 16h00 CET | Irlande | 28 - 22 (7 - 7) | Écosse | Aviva Stadium, Dublin 31 780 spectateurs Arbitre : Pascal Gaüzère |
| 15 août 2015 16h00 CET | Essai(s) : Henry (15e), Cronin (54e), Zebo (60e), Fitzgerald (69e) Transformation(s) : Madigan 4 (16e, 56e, 61e, 71e) |                 | Essai(s) : Cowan (31e), Pyrgos (44e), Horne (64e) Transformation(s) : Horne (33e), Jackson (66e) Pénalité(s) : Horne (60e) | Aviva Stadium, Dublin 31 780 spectateurs Arbitre : Pascal Gaüzère |
| 15 août 2015 16h00 CET | |                 | | Aviva Stadium, Dublin 31 780 spectateurs Arbitre : Pascal Gaüzère |

| 29 août 2015 15h30 CET | Irlande                                                                                    | 10 - 16 (10 - 10) | Pays de Galles                                                                                       | Aviva Stadium (Dublin) 47 430 spectateurs |
| 29 août 2015 15h30 CET | Essai(s) : Henderson (40e+2) Transformation(s) : Sexton (40e+3) Pénalité(s) : Sexton (28e) |                   | Essai(s) : Tipuric (23e) Transformation(s) : Halfpenny (25e) Pénalité(s) : Halfpenny (17e, 63e, 70e) | Aviva Stadium (Dublin) 47 430 spectateurs |
| 29 août 2015 15h30 CET |                                                                                            |                   | | Aviva Stadium (Dublin) 47 430 spectateurs |

| 5 septembre 2015 15h30 CET | Angleterre                                                                                                  | 21 - 13 (17 - 3) | Irlande                                                                                    | Stade de Twickenham, Grand Londres 80 138 spectateurs |
| 5 septembre 2015 15h30 CET | Essai(s) : May (2e, Watson (13e) Transformation(s) : Ford (4e) Pénalité(s) : Ford (46e), Farrell (72e, 77e) |                  | Essai(s) : O'Connell (52e) Transformation(s) : Sexton (53e) Pénalité(s) : Sexton (7e, 49e) | Stade de Twickenham, Grand Londres 80 138 spectateurs |
| 5 septembre 2015 15h30 CET | |                  |                                                                                            | Stade de Twickenham, Grand Londres 80 138 spectateurs |

## Parcours en coupe du monde
La poule D de la Coupe du monde de rugby à XV 2015 comprend cinq équipes dont les deux premières se qualifient pour les quarts de finale de la compétition. Conformément au tirage au sort effectué le 3 décembre 2012 à Londres, les équipes de France (Chapeau 1), d'Irlande (Chapeau 2), d'Italie (Chapeau 3), du Canada (Chapeau 4) et de Roumanie (Chapeau 5) composent ce groupe D.

### Poule D
| Rang | Pays     | J | V | N | D | Bo | Bd | Pm  | Pe  | Diff | Pts |
| ---- | -------- | - | - | - | - | -- | -- | --- | --- | ---- | --- |
| 1    | Irlande  | 4 | 4 | 0 | 0 | 2  | 0  | 134 | 35  | +99  | 18  |
| 2    | France   | 4 | 3 | 0 | 1 | 2  | 0  | 120 | 63  | +57  | 14  |
| 3    | Italie   | 4 | 2 | 0 | 2 | 1  | 1  | 74  | 88  | -14  | 10  |
| 4    | Roumanie | 4 | 1 | 0 | 3 | 0  | 0  | 60  | 129 | -69  | 4   |
| 5    | Canada   | 4 | 0 | 0 | 4 | 0  | 2  | 58  | 131 | -73  | 2   |

#### Irlande - Canada
(mt : 29 - 0)
Homme du match :  Jonathan Sexton
Points marqués :
- Irlande : 7 essais de O'Brien (18e), Henderson (25e), Sexton (28e), David Kearney (35e), Cronin (66e), Rob Kearney (73e) et Payne (76e) ; 6 transformations de Sexton (19e, 26e, 37e) et Madigan (67e, 74e, 77e) ; 1 pénalité de Sexton (14e)
- Canada : 1 essai de van der Merwe (68e) ; 1 transformation de Hirayama (69e)

Évolution du score : 3-0, 10-0, 17-0, 22-0, 29-0, 36-0, 36-7, 43-7, 50-7
Arbitre :  Glen Jackson
Touche :  Pascal Gaüzère et  Mike Fraser

Vidéo :  Ben Skeen
| Irlande · Titulaires · 15 Rob Kearney 73e 79e · 14 David Kearney 35e · 13 Jared Payne 76e · 12 Luke Fitzgerald · 11 Keith Earls · 10 Jonathan Sexton 28e 56e · 9 Conor Murray 66e · 8 Jamie Heaslip · 7 Sean O'Brien 18e 63e · 6 Peter O'Mahony · 5 Paul O'Connell (cap.) 42e à 52e 74e · 4 Iain Henderson 25e · 3 Mike Ross 61e · 2 Rory Best 61e · 1 Jack McGrath 61e · Remplaçants · 16 Sean Cronin 61e 66e · 17 Cian Healy 61e · 18 Nathan White 61e · 19 Donnacha Ryan 74e · 20 Chris Henry 63e · 21 Eoin Reddan 66e · 22 Ian Madigan 56e · 23 Simon Zebo 79e · Entraîneur · Joe Schmidt |  | Canada · Titulaires · 41e Matt Evans 15 · 41e Jeff Hassler 14 · Ciaran Hearn 13 · Nick Blevins 12 · 68e DTH van der Merwe 11 · Nathan Hirayama 10 · 48e Gordon McRorie 9 · Aaron Carpenter 8 · John Moonlight 7 · 48e Kyle Gilmour 6 · 17e à 27e (cap.) Jamie Cudmore 5 · Brett Beukeboom 4 · 66e Doug Wooldridge 3 · 63e Ray Barkwill 2 · 48e Hubert Buydens 1 · Remplaçants · 63e Benoît Piffero 16 · 48e Djustice Sears-Duru 17 · 66e Andrew Tiedemann 18 · 48e Jebb Sinclair 19 · 75e Richard Thorpe 20 · 48e Phil Mack 21 · 41e 75e Liam Underwood 22 · 41e Conor Trainor 23 · Entraîneur · Kieran Crowley |

#### Irlande - Roumanie
(mt : 18 - 3)
Homme du match :  Keith Earls
Points marqués :
- Irlande : 6 essais de Bowe (19e, 62e), Earls (29e, 44e), Kearney (65e) et Henry (74e) ; 4 transformations de Madigan (21e, 45e, 63e, 75e) ; 2 pénalités de Madigan (8e, 18e)
- Roumanie : 1 essai de Tonita (78e) ; 1 transformation de Vlaicu (79e) ; 1 pénalité de Calafeteanu (11e)

Évolution du score : 3-0, 3-3, 6-3, 13-3, 18-3, 25-3, 32-3, 37-3, 44-3, 44-10
Arbitre :  Craig Joubert
Touche :  Romain Poite et  Leighton Hodges

Vidéo :  Shaun Veldsman
Résumé
| Irlande · Titulaires · 15 Simon Zebo · 14 Tommy Bowe 19e 62e · 13 Jared Payne 58e · 12 Darren Cave · 11 Keith Earls 29e 44e 49e 56e 64e · 10 Ian Madigan · 9 Eoin Reddan · 8 Jamie Heaslip (cap.) 60e · 7 Chris Henry 74e · 6 Jordi Murphy · 5 Devin Toner · 4 Donnacha Ryan 64e · 3 Nathan White 64e · 2 Richardt Strauss 60e · 1 Cian Healy 54e · Remplaçants · 16 Sean Cronin 60e · 17 Jack McGrath 54e · 18 Tadhg Furlong 64e · 19 Paul O'Connell 64e · 20 Sean O'Brien 60e · 21 Conor Murray 71e · 22 Paddy Jackson 58e · 23 Rob Kearney 49e 56e 64e 65e 71e · Entraîneur · Joe Schmidt |  | Roumanie · Titulaires · Cătălin Fercu 15 · 54e Adrian Apostol 14 · Paula Kinikinilau 13 · 61e à 71e Minya Csaba Gal 12 · Ionuț Botezatu 11 · 68e Michael Wiringi 10 · 68e Valentin Calafeteanu 9 · 68e Daniel Carpo 8 · 61e (cap.) Mihai Macovei 7 · Viorel Lucaci 6 · 78e Ovidiu Tonița 5 · Valentin Poparlan 4 · 54e Ion Paulică 3 · 56e Andrei Rădoi 2 · 68e Andrei Ursache 1 · Remplaçants · 56e Otar Turashvili 16 · 68e Mihai Lazăr 17 · 54e Alexandru Țăruș 18 · 61e Johannes van Heerden 19 · 68e Stelian Burcea 20 · 68e Florin Surugiu 21 · 54e Florin Ioniță 22 · 68e Florin Vlaicu 23 · Entraîneur · Lynn Howells |

#### Irlande - Italie
(mt : 10 - 6)
Homme du match :  Iain Henderson
Points marqués :
- Irlande : 1 essai de Earls (19e) ; 1 transformation de Sexton (20e) ; 3 pénalités de Sexton (9e, 58e, 62e)
- Italie : 3 pénalités de Tommaso Allan (15e, 24e, 52e)

Évolution du score : 3-0, 3-3, 10-3, 10-6, 10-9, 13-9, 16-9
Arbitre :  Jérôme Garcès
Touche :  Pascal Gaüzère et  Angus Gardner

Vidéo :  Graham Hughes
Résumé
| Irlande · Titulaires · 15 Simon Zebo · 14 Tommy Bowe · 13 Keith Earls 19e 76e · 12 Robbie Henshaw · 11 David Kearney · 10 Jonathan Sexton · 9 Conor Murray · 8 Jamie Heaslip · 7 Sean O'Brien 67e · 6 Peter O'Mahony 72e à 80e · 5 Paul O'Connell (cap.) · 4 Iain Henderson 67e · 3 Mike Ross 59e · 2 Rory Best 70e · 1 Jack McGrath 59e · Remplaçants · 16 Sean Cronin 70e · 17 Cian Healy 59e · 18 Nathan White 59e · 19 Devin Toner 67e · 20 Chris Henry 67e · 21 Eoin Reddan · 22 Ian Madigan · 23 Luke Fitzgerald 76e · Entraîneur · Joe Schmidt |  | Italie · Titulaires · Luke McLean 15 · Leonardo Sarto 14 · Michele Campagnaro 13 · 4e Gonzalo García 12 · Giovanbattista Venditti 11 · 65e Tommaso Allan 10 · 76e Edoardo Gori 9 · 65e (cap.) Sergio Parisse 8 · 67e Simone Favaro 7 · Francesco Minto 6 · Joshua Furno 5 · Quintin Geldenhuys 4 · 62e Lorenzo Cittadini 3 · 40e Andrea Manici 2 · 62e 72e Matías Agüero 1 · Remplaçants · 40e Davide Giazzon 16 · 62e 72e Michele Rizzo 17 · 62e Dario Chistolini 18 · 65e Alessandro Zanni 19 · 67e Mauro Bergamasco 20 · 76e Guglielmo Palazzani 21 · 65e Carlo Canna 22 · 4e Tommaso Benvenuti 23 · Entraîneur · Jacques Brunel |

#### France - Irlande
(mt : 6 - 9)
Homme du match :  Sean O'Brien
Points marqués :
- France : 3 pénalités de Spedding (16e, 23e) et Parra (64e)
- Irlande : 2 essais de Rob Kearney (50e) et Murray (72e) ; 1 transformation de Ian Madigan (73e) ; 4 pénalités de Sexton (13e, 19e) et Madigan (29e, 77e)

Évolution du score : 0-3, 3-3, 3-6, 6-6, 6-9, 6-14, 9-14, 9-21, 9-24
Arbitre :  Nigel Owens
Touche :  Wayne Barnes et  Leighton Hodges

Vidéo :  Graham Hughes
Résumé
| France · Titulaires · 15 Scott Spedding · 14 Noa Nakaitaci · 13 Mathieu Bastareaud 62e · 12 Wesley Fofana · 11 Brice Dulin · 10 Frédéric Michalak 55e · 9 Sébastien Tillous-Borde 55e · 8 Louis Picamoles · 7 Damien Chouly 55e · 6 Thierry Dusautoir (cap.) · 5 Yoann Maestri · 4 Pascal Papé 73e · 3 Rabah Slimani 64e · 2 Guilhem Guirado 59e · 1 Eddy Ben Arous 43e 48e 65e · Remplaçants · 16 Benjamin Kayser 59e · 17 Vincent Debaty 43e 48e 65e · 18 Nicolas Mas 64e · 19 Alexandre Flanquart 73e · 20 Bernard Le Roux 55e · 21 Morgan Parra 55e · 22 Rémi Talès 55e · 23 Alexandre Dumoulin 62e · Entraîneur · Philippe Saint-André |  | Irlande · Titulaires · 50e Rob Kearney 15 · Tommy Bowe 14 · 62e Keith Earls 13 · Robbie Henshaw 12 · David Kearney 11 · 26e Jonathan Sexton 10 · 72e 77e Conor Murray 9 · Jamie Heaslip 8 · Sean O'Brien 7 · 55e Peter O'Mahony 6 · 40e (cap.) Paul O'Connell 5 · Devin Toner 4 · 65e Mike Ross 3 · 73e Rory Best 2 · 57e Cian Healy 1 · Remplaçants · 73e Richardt Strauss 16 · 57e Jack McGrath 17 · 65e Nathan White 18 · 40e Iain Henderson 19 · 55e Chris Henry 20 · 77e Eoin Reddan 21 · 26e Ian Madigan 22 · 62e Luke Fitzgerald 23 · Entraîneur · Joe Schmidt |

### Quart de finale

#### Irlande - Argentine
(mt : 10 - 20)
Homme du match :  Nicolás Sánchez
Points marqués :
- Irlande : 2 essais de Fitzgerald (26e), Murphy (44e) ; 2 transformations de Madigan (27e, 45e) ; 2 pénalités de Madigan (20e, 53e)
- Argentine : 4 essais de Moroni (3e), Imhoff (10e, 73e), Tuculet (69e) ; 4 transformations de Sánchez (5e, 10e, 70e, 74e) ; 5 pénalités de Sánchez (13e, 22e, 51e, 64e, 77e)

Évolution du score : 0-7, 0-14, 0-17, 3-17, 3-20, 10-20, 17-20, 17-23, 20-23, 20-26, 20-33, 20-40, 20-43  
Arbitre :  Jérôme Garcès
Résumé :
| Irlande · Titulaires · 15 Rob Kearney · 14 Tommy Bowe 13e · 13 Keith Earls · 12 Robbie Henshaw · 11 David Kearney · 10 Ian Madigan · 9 Conor Murray 70e · 8 Jamie Heaslip (cap.) · 7 Chris Henry · 6 Jordi Murphy 44e 70e · 5 Iain Henderson · 4 Devin Toner 71e · 3 Mike Ross 51e · 2 Rory Best 66e · 1 Cian Healy 51e · Remplaçants · 16 Richardt Strauss 66e · 17 Jack McGrath 51e · 18 Nathan White 51e · 19 Donnacha Ryan 71e · 20 Rhys Ruddock 70e · 21 Eoin Reddan 70e · 22 Paddy Jackson · 23 Luke Fitzgerald 13e 26e · Entraîneur · Joe Schmidt |  | Argentine · Titulaires · 69e Joaquín Tuculet 15 · Santiago Cordero 14 · 3e 68e Matías Moroni 13 · Juan Martín Hernández 12 · 10e 73e Juan Imhoff 11 · Nicolás Sánchez 10 · 52e Martín Landajo 9 · 23e 27e 50e Leonardo Senatore 8 · Juan Martín Fernández Lobbe 7 · Pablo Matera 6 · Tomás Lavanini 5 · 60e Guido Petti Pagadizábal 4 · 17e à 27e 72e Ramiro Herrera 3 · 55e (cap.) Agustín Creevy 2 · 67e Marcos Ayerza 1 · Remplaçants · 55e Julián Montoya 16 · 67e Lucas Noguera Paz 17 · 23e 27e 72e Juan Pablo Orlandi 18 · 60e Matías Alemanno 19 · 50e Facundo Isa 20 · 52e Tomás Cubelli 21 · 68e Jerónimo de la Fuente 22 · Lucas González Amorosino 23 · Entraîneur · Daniel Hourcade |

### Meilleurs marqueurs d'essais irlandais
1. Keith Earls et Rob Kearney avec 3 essais.
2. Tommy Bowe avec 2 essais.
3. Sean Cronin, Luke Fitzgerald, Iain Henderson, Chris Henry, David Kearney, Jordi Murphy, Conor Murray, Sean O'Brien, Jared Payne et Jonathan Sexton avec 1 essai.

### Meilleur réalisateur irlandais
1. Ian Madigan 38 points (10 transformations, 6 pénalités)
2. Jonathan Sexton 31 points (1 essai, 4 transformations, 6 pénalités)